# Little Me (chanson de Little Mix)
Singles de Little Mix
Move (chanson de Little Mix)
(2013) Word Up!
(2014)
Little Me est une chanson du groupe britannique Little Mix, sortie le 30 décembre 2013, apparaissant sur l'album Salute et comprend des samples de l’œuvre musicale Pavane de Gabriel Fauré. 

## Clip
Lors d'une interview, Jesy Nelson déclare à propos du clip: « Nous n'avons jamais vraiment fait une vidéo comme celle-ci auparavant. C'est très touchant et significatif. C'est sincère ». 
Le clip est mis en ligne le 18 décembre 2013, montre le groupe dans une chapelle abandonnée et est tourné en noir est blanc. 

## Certifications
| Pays        | Certification | Ventes  | Référence |
| ----------- | ------------- | ------- | --------- |
| Royaume-Uni | Argent        | 200 000 | [ 4 ]     |